# ليزا هنت
ليزا هنت (بالإنجليزية: Lisa Hunt)‏ (و. 1967 – م) هي رسامة توضيحية، ومغنية، من الولايات المتحدة الأمريكية، ولدت في سبوكين.